# الجین (کارولینای جنوبی)
الجین(به انگلیسی: Elgin) شهری در ایالت کارولینای جنوبی کشور ایالات متحده آمریکا است که جمعیت آن در سرشماری سال ۲۰۱۰ میلادی، ۱٬۳۱۱ نفر بوده‌است.